# Les Compagnons de la gloire
Pour plus de détails, voir Fiche technique et Distribution.
Les Compagnons de la gloire (titre original : The Glory Guys) est un film américain d'Arnold Laven sorti en 1965.

## Synopsis
Deux hommes, amoureux d'une même femme, l'un est le chef des éclaireurs, l'autre capitaine d'une compagnie de jeunes recrues. Le capitaine et le général ont, par ailleurs, un contentieux. Lors d'une précédente bataille, le général avait envoyé à la mort des soldats afin de servir d'appât. Le général Cabe (Custer), désireux de recueillir les lauriers de la victoire, ne respecte pas les consignes de son supérieur, et soucieux de se débarrasser de l'encombrant capitaine, l'envoie avec sa compagnie à la rencontre des Indiens, pendant qu'il attaque leur village. Mais c'est finalement Custer et ses hommes qui seront massacrés.

## Fiche technique
- Titre original : The Glory Guys
- Réalisation : Arnold Laven et Sam Peckinpah (non crédité)
- Scénario : Sam Peckinpah d'après le roman The Dice of God de Hoffman Birney
- Directeur de la photographie : James Wong Howe
- Montage : Tom Rolf et Melvin Shapiro
- Musique : Riz Ortolani
- Costumes : Frank Beetson Jr.
- Décors : Ted Haworth
- Production : Arthur Gardner (en), Arnold Laven et Jules V. Levy
- Genre : Western
- Pays de production :  États-Unis
- Durée : 112 minutes
- Dates de sortie :
  - États-Unis : 7 juillet 1965
  - Royaume-Uni : 13 décembre 1965

## Distribution
- Tom Tryon (VF : Jean-Claude Michel) : Capitaine Demas Harrod
- Harve Presnell (VF : Bernard Woringer) : Sol (Joe en VF) Rogers
- Senta Berger (VF : Anne Carrere : Lou Woddard
- James Caan (VF : Roger Rudel) : Soldat Anthony Dugan
- Andrew Duggan (VF : Jean Michaud): Général Frederick McCabe
- Slim Pickens (VF : Georges Hubert) : Sergent James Gregory
- Peter Breck (VF : Jean-Henri Chambois) : Lieutenant Bunny Hodges
- Jeanne Cooper (VF : Nathalie Nerval) : Mrs. Rachael McCabe
- Michael Anderson Jr. : Soldat Martin Hale
- Laurel Goodwin : Beth (Berthe en VF) Poole
- Adam Williams (VF : Jacques Dynam) : Soldat Lucas Crain
- Erik Holland (VF : Jacques Balutin) : Soldat Clark Gentry
- Robert McQueeney (en) (VF : Yves Brainville) : Major Oliver Marcus
- Wayne Rogers (VF : Jean-Claude Balard) : Lieutenant Mike Moran
- William Meigs (VF : Jean Berger) : Capitaine Rand Treadway
- Walter Scott (VF : Georges Atlas) : Lieutenant Cook
- Paul Birch (VF : Duncan Elliott) : le général en chef
- Jack Perkins (VF : Paul Bonifas) : le barman
- Henry Beckman (VF : Jacques Hilling) : le représentant en confection masculine